# Ken Salazar
Kenneth Lee Salazar (Alamosa, Colorado, 2 de marzo de 1955) es un abogado, político y diplomático estadounidense. Fue secretario del interior de su país entre 2009 y 2013 durante la Administración Obama. Es miembro del partido demócrata y fue senador federal representando al Estado de Colorado entre 2005 y 2009. Junto al republicano Mel Martínez, fue uno de los primeros senadores hispanos desde 1977. Anterior a su elección como senador, Salazar fue fiscal general de Colorado. 
Como secretario de Interior, Salazar fue el encargado de gestionar no solo los recursos naturales de los Estados Unidos sino también la administración de los parques nacionales así como las relaciones del Gobierno federal con las comunidades indígenas. En 2012, su decisión de otorgar permisos a la petrolera Shell para la explotación en el Ártico provocó la protesta de varias organizaciones medioambientales, quienes lo acusaron de tener fuertes vínculos con el sector empresarial de la minería y de la agroindustria.
A principios de 2013, tras el inicio del segundo período de mandato presidencial de Obama, Salazar dimitió como secretario de interior, siendo sustituido por Sally Jewell. Tras ello, pasó a ocupar un puesto en una de las principales empresas de lobby en Washington. El 16 de agosto de 2016, Salazar fue nombrado jefe del equipo de transición de Hillary Clinton, en caso de que esta última resultase electa presidenta.
En junio de 2021 fue nombrado Embajador de Estados Unidos en México por la administración de Joe Biden. Cargo que desempeñó hasta enero de 2025.

## Primeros años y educación
Ken Salazar nació el 2 de marzo de 1955 en la ciudad de Alamosa, en el Estado de Colorado. Es uno de los ocho hijos del matrimonio formado por Emma Montoya y Enrique S. Salazar, quienes practicaban la religión católica. Su hermano menor, John, fue congresista por el tercer distrito de Colorado entre 2005 y 2011. 
Su infancia transcurrió cerca del pueblo de Manassa, en la zona del Valle de San Luis del centro-sur de Colorado. Cursó estudios en el Seminario de St. Francis y en la Centauri High School en La Jara, graduándose en 1973. Más tarde asistió al Colorado College, donde obtuvo una licenciatura en Ciencias Políticas en 1977, y recibió su Juris Doctor (JD) por Facultad de Derecho de la Universidad de Míchigan en 1981. Posee títulos honoríficos como Doctor en Derecho por la Universidad de Colorado (1993) y la Universidad de Denver (1999). 

## Carrera política
Tras una carrera como abogado en el sector privado, en 1986, Salazar se convirtió asesor legal del entonces Gobernador Roy Romer; en 1990, Romer lo designó Director del Departamento de Recursos Naturales de Colorado. 

### Fiscal general de Colorado
Tras regresar al sector privado en 1994, en 1998 fue elegido fiscal general de Colorado, siendo reelegido para este cargo en 2002. Durante su gestión, las operaciones policiales se racionalizaron, apostando además por la creación de nuevas divisiones para el seguimiento de delitos ambientales, el combate contra las bandas y la persecución de fugitivos. También trabajó para fortalecer la protección a consumidores así como el diseño de nuevas políticas antifraude y de combate a los delitos sexuales contra menores. 

### Senador por Colorado
En 2004, Salazar presentó su candidatura para el Senado de los Estados Unidos, luego de que el entonces senador, el republicano Ben Nighthorse Campbell, decidiese jubilarse. A pesar de considerarse moderado, a veces ha tomado posiciones que están en desacuerdo con las bases del partido, una de ellas fue su notoria oposición a la adopción por parte de las parejas gays (posición que cambió con vistas a las elecciones en 2004).
Tras lograr vencer al ejecutivo cervecero Pete Coors, candidato por el Partido Republicano, el 4 de enero de 2005 tomó posesión como senador por el Estado de Colorado, siendo, junto al republicano Mel Martínez, uno de los primeros senadores hispanos desde 1977.
En septiembre de 2006, Ken Salazar apoyó al también senador demócrata Joe Lieberman en su carrera primaria contra Ned Lamont en Connecticut. Lamont, presentado principalmente como un candidato contra la guerra, ganó las primarias. El continuo apoyo de Salazar a Lieberman, quien se postuló con éxito como independiente contra Lamont, ha irritado al ala contra la guerra del Partido Demócrata.
En 2006, Salazar votó para poner fin a las protecciones ambientales que limitaban la perforación de petróleo en alta mar en la costa del Golfo de México.[cita requerida]

### Secretario del Interior
En diciembre de 2008, el entonces presidente electo Barack Obama, nominó a Salazar para ocupar el puesto de Secretario de Interior, resultando confirmado por el Senado en votación unánime el 20 de enero de 2009. Salazar fue uno de los dos políticos de origen hispanos en ser parte del Gabinete Obama, la otra fue la congresista por California Hilda Solis, quien fue nombrada Secretaria de Trabajo.
Como secretario de Interior, Salazar tuvo a su cargo la gestión no solo los recursos naturales de los Estados Unidos sino también la administración de los parques nacionales así como las relaciones del Gobierno federal con las comunidades indígenas. En 2012, su decisión de otorgar permisos a la petrolera Shell para la explotación en el Ártico provocó la protesta de varias organizaciones medioambientales, quienes lo acusaron de tener fuertes vínculos con el sector empresarial de la minería y de la agroindustria.
A principios de 2013, tras el inicio del segundo período de mandato presidencial de Obama, Salazar dimitió como secretario de interior, siendo sustituido por Sally Jewell. Tras ello, pasó a ocupar un puesto una de las principales empresas de lobby en Washington.

### Actividad posterior
El 16 de agosto de 2016, Salazar fue nombrado jefe del equipo de transición de Hillary Clinton, en caso de que esta última resultase electa presidenta.
Salazar es un claro defensor del uso del "fracking" para la extracción de recursos naturales además de la construcción del oleoducto Keystone XL.